# Wacław Miller
Wacław Miller pseud. Jurek, Morski (ur. 28 września 1887 w Skarżysku, zm. 15 sierpnia 1939) – działacz komunistyczny, polityk radziecki.
Syn maszynisty kolejowego Aleksandra. Ukończył średnią Szkołę Stowarzyszenia Kupców w Łodzi. W 1905 wstąpił do SDKPiL, członek jej Zarządu Dzielnicowego, dowódca warszawskiej Drużyny Bojowej SDKPiL. Uczestnik B Zjazdu SDKPiL w Zakopanem w czerwcu 1906. W latach 1907–1908 studiował w Genewie, a od 1908 w Petersburgu w Instytucie Komunikacji. Technik w przedsiębiorstwie dla irygacji Turkiestanu. Członek petersburskiej sekcji SDKPiL. Uczestnik rewolucji lutowej 1917 w Piotrogrodzie. Wstąpił do partii bolszewickiej z zaliczeniem stażu od 1905 roku. 11 sierpnia 1917 został redaktorem "Trybuny", pisma SDKPiL w Rosji. Uczestnik II Ogólnorosyjskiego Zjazdu Rad w listopadzie 1917. Podczas zbrojnej rebelii bolszewickiej w Piotrogrodzie został zastępcą dowódcy artylerii Czerwonej Gwardii komisarzem Arsenału Twierdzy Pietropawłowskiej, a w grudniu 1917 wszedł do Wydziału Artylerii Piotrogrodzkiego Wojskowego Komitetu Rewolucyjnego. Organizował oddziały artyleryjskie i odpowiadał za ich zaopatrzenie w amunicję. Następnie został wysłany na front przeciw oddziałom antybolszewickim pod Pułkowo koło Piotrogrodu. Od grudnia 1917 do lipca 1918 kierownik Wydziału Prasy Komisariatu Polskiego. Uczestnik III konferencji grup SDKPiL w Rosji w Moskwie 11 listopada 1918. Od lipca 1918 do kwietnia 1920 kierował Wydziałem Informacji w Komisariacie Ludowym do spraw Narodowości, członek Kolegium tego Komisariatu i redaktor jego pisma, a jednocześnie zastępca komisarza do spraw polskich. W 1919 członek moskiewskiej grupy KPP. Zwolennik całkowitej likwidacji odrębności organizacyjnej KPP od partii bolszewickiej, został włączony do odpowiednich grup Rosyjskiej Komunistycznej Partii (bolszewików) (RKP(b). Od lipca 1919 do maja 1920 należał do Biura Polskiego Agitacji i Propagandy Komitetu Centralnego (KC) RKP(b). Od lipca do sierpnia 1920 redaktor "Sztandaru Komunizmu" w Mińsku. Ekspert delegacji sowieckiej podczas polsko-sowieckich rokowań pokojowych 1920-1921. 1921-1922 pracował w Komisariacie Ludowym Oświaty Rosyjskiej Federacyjnej Republiki Radzieckiej (RFRR). 1922 był radcą poselstwa sowieckiego w Pradze. 1922-1923 kierownik Wydziału Propagandy i Agitacji Komitetu Gubernialnego RKP(b) w Groznym. Zastępca kierownika zjednoczenia naftowego w Groznym i na Sachalinie (1925-1927 i 1927-1929). 1930-1931 zastępca dyrektora Głównego Zarządu Przemysłu Naftowego ZSRR. 1931-1934 kierownik Naukowego Instytutu Geologicznego Poszukiwań Naftowych. Pełnomocnik Komisariatu Ludowego Przemysłu Ciężkiego ZSRR do spraw nafty na Dalekim Wschodzie. 13 czerwca 1937 w Chabarowsku i 20 września skazany na łagry, gdzie zmarł. 5 października 1955 pośmiertnie zrehabilitowany. Był żonaty z działaczką SDKPiL i RKP(b) Natalią Davison, z którą miał córkę Zofię, a następnie z dziennikarką, działaczką WKP(b) Tatianą Arnold, z którą miał syna Ellisa.